# Żelazowa Wola

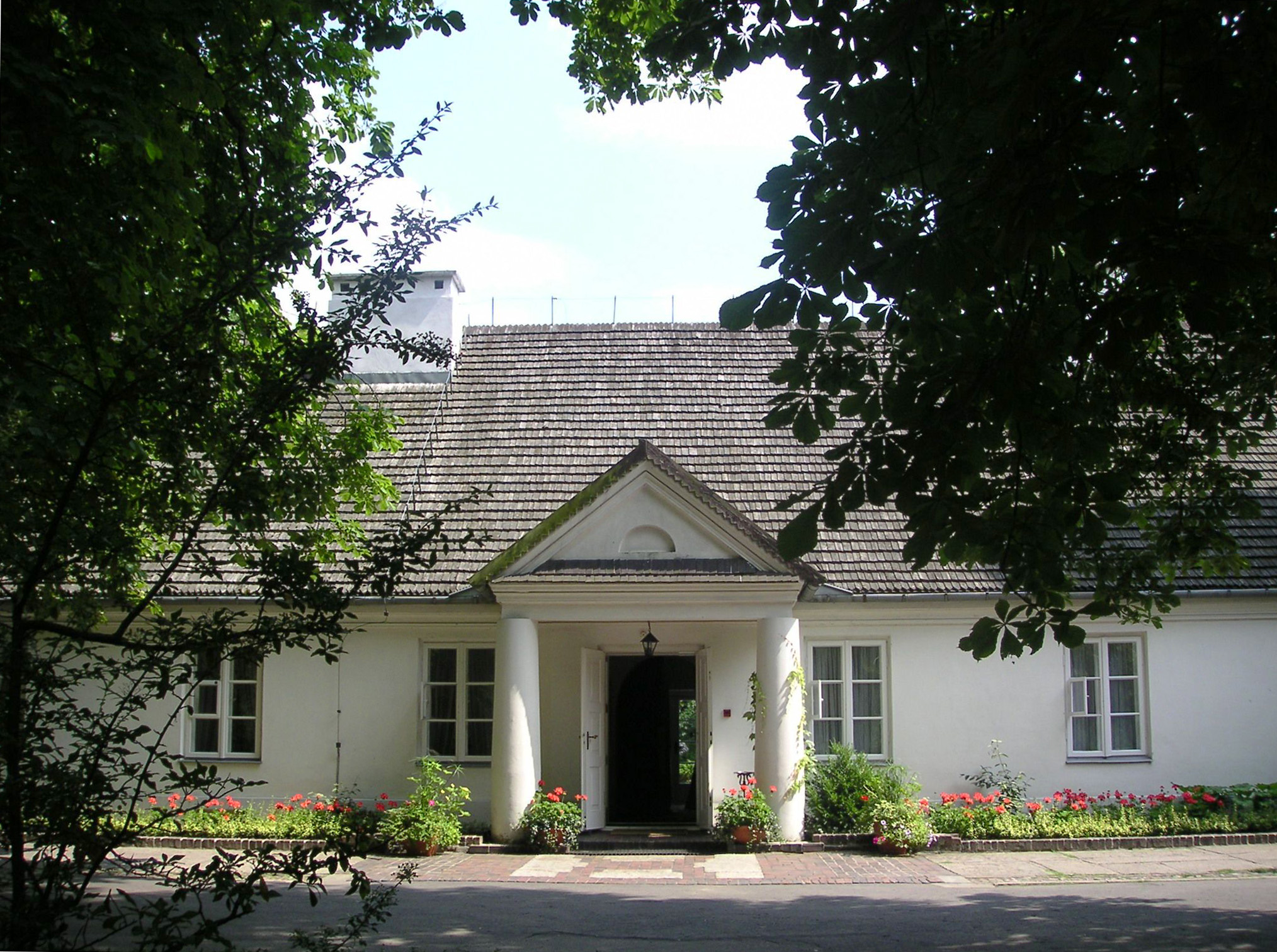
Frédéric Chopins barndomshem i Żelazowa Wola.

Żelazowa Wola är en by i Masovien i Polen med 65 invånare. Tonsättaren Frédéric Chopin föddes här.